# 王廷元
王廷元（？—？），字贊明，蘇州府常熟縣人，清代畫家。王玖長子，王廷周之兄。“後四王”之一。